# Schatten der Nacht (1950)
Schatten der Nacht ist ein deutsches Filmmelodram aus dem Jahre 1949 von Eugen York. Hilde Krahl, Willy Fritsch und Carl Raddatz spielen die Hauptrollen.

## Handlung
Elga Magnus ist glücklich mit ihrem Mann Ernst, einem erfolgreichen Verleger, verheiratet. Einst war sie die Geliebte eines gewissen Richard Struwe, der eine kriminelle Existenz hinter sich hat und für seine Verbrechen zwei Jahre im Gefängnis einsaß. Diese Zeit hat Elga genutzt, ihr Leben in vernünftige Bahnen zu lenken und sich den wohlhabenden Ernst zu angeln. Beider Glück scheint vollkommen, würde nicht eines Tages Struwe die Gefängnistore hinter sich lassen und bei Elga aufkreuzen. Unumwunden sagt er, dass er Geld brauche und erpresst Elga mit beider nicht eben glanzvollen, gemeinsamen Vergangenheit. Da Elga weiß, was damit für ihren Ernst auf dem Spiel steht und sie ihrem edelmütigen Gatten ihre Vergangenheit nicht beichten möchte, entwickelt Elga eine ziemlich gewagte und abstruse Idee: Sie plant, ihren eigenen Tod vorzutäuschen und verübt mutmaßlich Selbstmord.
In Wahrheit verlässt Elga ihre alte Heimat und zieht in eine andere Stadt. Zunächst scheinen alle Beteiligte auf diese Scharade hereinzufallen, doch für Elga bedeutet dieses nun einsetzende Versteckspiel, dass sie gesellschaftlich immer tiefer sinkt, bis sie sich und ihren Körper eines Tages zu verkaufen beginnt, um wenigstens etwas Geld zu verdienen. Es kommt wie es kommen muss: Der Zufall will es, dass Ernst die Dirne Nelli, wie sich die optisch veränderte Elga nunmehr nennt, eines Tages wiedersieht, ohne sie sogleich zu erkennen. Doch irgendwie erinnert ihn Nelli an seine spurlos verschwundene Elga, und der gutsituierte Geschäftsmann beginnt sich in die Prostituierte zu verlieben. Magnus nimmt die ihm mutmaßlich Unbekannte zu sich mit nach Hause. Doch dem Charakter James Stewarts in Aus dem Reich der Toten nicht ganz unähnlich, trauert Ernst seiner totgeglaubten Elga derart nach, dass er mit ihrem Andenken einen Totenkult betreibt und Nelli in diesen Wahn miteinbeziehen möchte. Für „Nelli“ ist dies alles zu viel, und sie gesteht, dass sie in Wahrheit Elga sei. Ernst ist außer sich über den, wie er glaubt, makaberen und geschmacklosen Scherz. Er wirft seine eigene Frau aus dem Haus. Elga schreitet am Meer einer ungewissen Zukunft entgegen.

## Produktionsnotizen
Die Dreharbeiten fanden in den Real-Film-Studios in Hamburg-Wandsbek sowie auf Sylt (Außenaufnahmen) statt. Die Premiere war am 20. Januar 1950. Am 10. März 1950 war die Berliner Premiere.
Gyula Trebitsch übernahm die Produktionsleitung. Herbert Kirchhoff entwarf die Filmbauten. Otto Meissner war Produktionsassistent.

## Kritiken
Der Spiegel befand: “Carl Raddatz spielt ihn mit Wollschal, Schlägermütze und rauer Sprache maßvoll verbrecherisch. (…) Willy Fritsch spielt ihn mit feierlicher Noblesse, seriösem Schnurrbart und ernsthaften, bedeutenden Falten an den Mundecken. (…) Hilde Krahl spielt mit verwischtem, zerstörtem Gesicht, aufreizend tremolierendem Gang und heftig erblondeten H2 O2-Locken.”
Im Hamburger Abendblatt war zu lesen: “Ein Streifen, der wirkliche Typen und ihre Schicksale zeigt, atmosphärisch gelungen, ohne Längen.”
Im Lexikon des internationalen Films heißt es knapp: „Verlogener Kolportagefilm.“